# Скумпия (Молдова)
Скумпия (рум. Scumpia) — село в Фалештском районе Молдавии. Является административным центром коммуны Скумпия, включающей также села Хыртоп, Мэгурянка и Николаевка.

## География
Село расположено на высоте 62 метров над уровнем моря.

## Население
По данным переписи населения 2004 года, в селе Скумпия проживает 3308 человек (1600 мужчин, 1708 женщин).
Этнический состав села:
| Национальность | Число жителей | Процентный состав |
| -------------- | ------------- | ----------------- |
| молдаване      | 3274          | 98.97             |
| украинцы       | 24            | 0.73              |
| русские        | 6             | 0.18              |
| румыны         | 1             | 0.03              |
| болгары        | 1             | 0.03              |
| прочие         | 2             | 0.06              |
| Всего          | 3308          | 100 %             |